# آلتنتربتوو
آلتنتربتوو (بالألمانية: Altentreptow) هي بلدة ألمانية تقع في ألمانيا في مكلنبورغ فوربومرن. يقدر عدد سكانها بـ 6,153 نسمة .

## المدن التوأمة
مدينة ملدورف هي مدينة توأمة لـآلتنتربتوو.